# Underpop
Underpop è un album dei 24 Grana pubblicato nel 2003.

## Tracce
1. Nella stanza
2. Canto pe nun suffri'
3. Stay on the Edge
4. Vivo in un furgone
5. Giornata psicologicamente impossibile
6. La neve
7. Psiconauta
8. Il gattone (*)
9. Torno cca'
10. A' cascia
11. Napule tana
12. Luce e Luna
13. L'attenzione